# Blutiger Valentinstag
Blutiger Valentinstag (My Bloody Valentine) ist ein kanadischer Horrorthriller aus dem Jahr 1981.

## Handlung
Vor zwei Jahrzehnten wurden in der Kleinstadt Valentine Bluffs fünf Bergwerksleute durch eine Methangasexplosion in den Stollen verschüttet. Die zwei wachhabenden Kollegen hatten ihre Posten verlassen, um den Valentinstagsball zu besuchen. Nach sechswöchigen Grabungen wurde ein Mann lebendig gefunden, der sich von den Leichen der anderen ernährt hatte und wahnsinnig geworden war. Sein Name war Harry Warden. Er wurde in eine Nervenheilanstalt eingeliefert. Genau ein Jahr später kam er zurück, ermordete die beiden damals säumigen Aufseher und packte ihre Herzen in Geschenkschachteln mit der Warnung, nie wieder eine Valentinstagsfeier abzuhalten.
Nach 20 Jahren wird erstmals wieder ein solches Fest vorbereitet. Zwei Frauen werden von einem Maskierten mit einer Spitzhacke ermordet, und weitere Menschen sollen sterben, falls der Tanz stattfindet. Polizeichef Newby und der Bürgermeister sagen ihn daraufhin ab, halten aber die Verbrechen geheim, um Panik zu vermeiden. Heimlich veranstalten die Bergwerkskumpel und ihre Freundinnen am 14. Februar eine Party auf dem Gelände der Bergwerksmine. Einige fahren zudem in die Mine herab. Immer mehr der ausgelassenen jungen Leute fallen dem Unbekannten zum Opfer. Der Bergwerksarbeiter T.J. versucht, Sarah aus der Mine zu retten. Sie ist seine frühere Freundin, ist aber inzwischen mit dem Bergwerkskumpel Axel zusammen, weil T.J. eine Zeit lang aus dem Städtchen fortgegangen war und nichts mehr von sich hören ließ. Zwischen T.J. und Axel kommt es wiederholt zu eifersüchtigen Streitigkeiten um die Gunst von Sarah. In einem Kampf in der Mine reißt das Mädchen dem Mörder die Maske vom Gesicht: Es ist Axel. In einer Rückblende erfährt man, dass Axel der Sohn von einem der getöteten Aufseher ist und die Ermordung seines Vaters als Kleinkind unter seinem Bett miterleben musste. T.J. und Sarah können sich gerade retten, als Polizist Newby mit seinen Hilfskräften eintrifft. Dieser wurde durch von der Party geflohene Bergwerksarbeiter alarmiert. Er hatte bereits durch einen Anruf der Anstalt erfahren, dass Warden bereits vor fünf Jahren verstorben ist und deshalb ein anderer der Täter sein muss. Axel flüchtet schließlich, verrückt geworden, in einen alten Stollen.

## Kritiken
- Kino.de schrieb: „Der kanadische Horrorschocker entstand kurz nach John Carpenters ‘Halloween’ und gehört zur ersten Welle der Slasher-Filme der 80er Jahre. […] Die reichlichen Bluteffekte des Zwangstäters riefen wie ähnliche Filme (‘Muttertag’) die Ablehnung durch die damalige Kritik hervor und bewirkten Schnitteingriffe.“[1]

- Cinema beschrieb den Film als ‘Klassiker’ des schlechten Geschmacks.[2]
- In der New York Times schrieb Tom Buckley: „Blutiger Valentinstag“ lässt sie wahrscheinlich nicht vor Schreck zittern, aber es ist fast sicher, dass sie sich winden werden, zuerst vor Verärgerung und dann vor Abscheu.[3]

## Hintergrundinformationen
- Gedreht wurde vom 22. September bis zum 9. November 1980 in den Sydney Mines, in der kanadischen Provinz Nova Scotia (Neuschottland).
- Das Budget betrug etwa 2,3 Millionen Kanadische Dollar.
- Der Film startete erstmals am 11. Februar 1981 in den US-amerikanischen Kinos und spielte etwas über 5,6 Millionen US-Dollar ein.
- In Deutschland kam er am 29. Januar 1982 in die Kinos. Es wurden VHS-Kassetten und DVDs in deutscher Sprache veröffentlicht. Im Fernsehen lief der Film sowohl auf ca. 84 Minuten gekürzt mit einer Altersfreigabe ab 16 Jahren, als auch ungekürzt in der FSK-18-Fassung.
- Der Film erhielt von der MPAA für die Kinoauswertung keine Freigabe und musste erst um einige Gewaltspitzen erleichtert werden. Alle Auflagen auf Video und DVD beinhalteten diese gekürzte Fassung. Regisseur George Mihalka, der sich im Besitz einer ungeschnittenen Kopie des Filmes befand, versuchte mit dem Aufkommen der DVD, Paramount Pictures dazu zu bewegen, den Film als ungeschnittenen Director’s Cut zu veröffentlichen, aber Paramount lehnte dies ab. Erst als Lions Gate Films die Rechte an dem Titel für ein Remake erwarb, wurde das Original als Director’s Cut, in einer Special Edition, im Januar 2009 auf den Markt gebracht.
- Der aus Ontario stammende Komponist Paul Zaza komponierte für den Film den Song The Ballad of Harry Warden, der auch unverändert ins Remake von 2009 aufgenommen wurde.[4]

## Neuverfilmung
Lions Gate Films brachte am 16. Januar 2009 die Neuverfilmung My Bloody Valentine 3D in die US-Kinos. Der Filmstart in den deutschen Kinos war der 20. Mai 2009.